# Río Cuiparillo
Der Río Cuiparillo ist ein etwa 67 km langer rechter Nebenfluss des Río Huallaga in der Provinz Alto Amazonas der Region Loreto im zentralen Norden Perus.

## Flusslauf
Der Río Cuiparillo entspringt in einem Höhenrücken im Amazonastiefland auf einer Höhe von etwa 200 m. Das Quellgebiet befindet sich im Norden des Distrikts Teniente César López Rojas, etwa 18 km östlich der Ortschaft Shucushuyacu sowie 45 km ostsüdöstlich der Provinzhauptstadt Yurimaguas. Der Río Cuiparillo fließt anfangs 30 km in westnordwestlicher Richtung. Anschließend wendet er sich nach Westen und schließlich nach Südwesten. Er weist auf seinem gesamten Flusslauf einen teils stark mäandrierendes Verhalten mit zahlreichen Flussschlingen und Altarmen auf. 8,5 km oberhalb der Mündung passiert er die am Südufer gelegene Ortschaft Libertad de Cuiparillo. Bei Flusskilometer 4,5 trifft der Río Cuiparillo auf einen vom Oberstrom abgeschnittenen Altarm des Río Huallaga. Diesen durchfließt der Río Cuiparillo in nordnordwestlicher Richtung bis zur eigentlichen Mündung in den Hauptfluss des Río Huallaga. Die Mündungsstelle befindet sich 6,5 km ostsüdöstlich von Yurimaguas. Auf den unteren etwa 26 Kilometern bildet der Río Cuiparillo die Grenze zum nördlich gelegenen Distrikt Yurimaguas.

## Einzugsgebiet
Das Einzugsgebiet des Río Cuiparillo umfasst eine Fläche von ungefähr 430 km². Es erstreckt sich über Teile der Distrikte Teniente César López Rojas und Yurimaguas. Es grenzt im Südosten an das des Río Matador sowie im Nordosten und im Norden an das des Río Shishinahua.

## Ökologie
Der Osten des Einzugsgebietes ist wenig besiedelt und hauptsächlich von tropischen Regenwäldern bedeckt. Entlang dem Mittel- und Unterlauf gibt es mehrere Siedlungen und viele gerodete Flächen.